# Степная мышовка
Степна́я мышо́вка, или южная мышовка, или трёхполосная мышовка (лат. Sicista subtilis) — вид из рода мышовки семейства мышовковые. Местные названия — полосатая мышь, зябкая мышь, бусая мышь.

## Научная классификация
Вид был впервые описан в 1773 году. В составе вида на основе географической закономерности изменчивости окраски меха выделяются несколько подвидов:
- Sicista subtilis subtilis (Pallas, 1773) — Приуральская мышовка. Встречаются в степях и лесостепях к востоку от Волги до Оби и западных предгорий Алтая;
- Sicista subtilis vaga (Pallas, 1778) — Бледная мышовка. Встречается в полупустынях южной части видового ареала (Волжско-Уральская полупустыня, долина реки Эмба, вблизи Аягуза, Алакольская котловина);
- Sicista subtilis sibirica (Ognev, 1935) — Сибирская мышовка. Занимает восточную часть ареала степной мышовки[3].

## Распространение
Степные мышовки обитают в Евразии, встречаясь в равнинных и предгорных степях, отдельных участках в лесостепной и полупустынной зонах на обширной территории от Центральной Европы (Восточная Австрия, Венгрия, восточная часть Балканского полуострова) на западе до озера Байкал на востоке. Кроме того, экземпляры вида найдены в северных районах Западного Китая.

## Внешний вид
Мелкие зверьки. Длина тела в среднем колеблется от 65 до 66 мм (но не более 75 мм). Хвост относительно короткий (его длина в среднем составляет 122 % от длины тела; у некоторых экземпляров длина равна длине тела), не более 90 мм.
Окраска варьирует в зависимости от климатических и орографических условий обитания, а также индивидуальных особенностей и возраста (молодые особи обычно светлее взрослых). Как правило, окрас спины зверька варьирует от светло-серого с палевным оттенком до тёмно-серого с желтовато-охристыми тонами. На спине имеется ярко выраженная чёрная полоска, которая тянется по хребту от затылка до корня хвоста. Кроме того, по бокам, параллельно первой полосе, тянутся две другие тёмные, но более расплывчатые полосы, которые начинаются в области плеча. Волосы боков имеют интенсивно серое основание и бледные жёлто-палевные вершины. Область бедра зверька окрашена в более тёмный цвет, чем бока. Брюхо беловатого цвета, иногда с лёгким палевым оттенком. При этом волосы, которые покрывают нижнюю часть тела имеют серое основание и белёсые вершины. Окраска хвоста, как правило, двухцветная: тёмный верх и светлый низ. У некоторых экземпляров хвост одноцветный. Уши тёмно-бурые или почти чёрные со светлой желтоватой каймой.
По бокам носа находятся вибриссы, длина которых колеблется от 20 до 24 мм. Черноватые или беловатые. Наиболее длинные вибриссы имеют черноватые основные части и светлые окончания. Кроме того, группы вибрисс имеются позади и над каждым глазом. Задняя ступня не более 15,7 мм. Задний внутренний бугорок по подошве задней ступни овальный, вытянутый немного в продольном направлении. Когти небольшие, сильно искривлены, белёсого тона.
У степных мышовок, обитающих к западу от Волги, диплоидное число хромосом равно 26 (число плеч аутосом — 46); у мышовок из азиатской части ареала и из Заволжья — 24 (число плеч аутосом от 39 до 43).

## Образ жизни
Степные мышовки ведут одиночный образ жизни. Активность приходится на сумерки и ночь, иногда активность проявляется и в светлое время суток. При этом в неволе у мышовок выделяется два периода активности: основной — вечером в сумерки и второстепенный — перед рассветом. К осени (в сентябре), когда в теле накопились достаточные запасы жира, зверьки впадают в спячку, которая продолжается до 6 месяцев. Пробуждение происходит примерно в апреле, при этом самки, как правило, просыпаются на две недели позже самцов.
Передвигаются быстро, порывисто, бегают рысью или галопом (при этом приподнятый хвост служит балансиром). Ловко лазают по наклонным и вертикальным стеблям и веткам, при этом хвост служит для сохранения равновесия.
Гнезда степных мышовок находятся неглубоко под землёй. Вероятно, сами зверьки не роют нор, а селятся в брошенных норах других грызунов. Питаются насекомыми и некоторыми другими беспозвоночными, а также различной растительной пищей (семенами, луковицами, корневищами, зелёными частями растений). Тем не менее предпочтение отдается насекомым.
Природные носители туляремии. Кроме того, от степных мышовок выделены возбудители или обнаружены свидетельства болезни омской геморрагической лихорадкой, клещевым риккетсиозом, Ку-лихорадкой, лептоспирозом.

## Размножение
Размножаются всё лето, однако период массового размножения относится к маю-началу июня. При этом состав участвующих в размножении животных различен: в первой половине сезона размножаются взрослые особи, во второй - сеголетки. В период гона поиск самок самцами осуществляется по запаховым меткам. Зверёк часто издает высокий писк. Спаривание происходит быстро. Беременность длится не менее 25 дней. Самка приносит 1 выводок (в неволе регистрировался и второй выводок). Средняя величина выводка за весь репродуктивный период — 5,5. Детёныши рождаются беспомощными, без шерсти и пигмента: средняя масса новорождённого — 1230 мг, длина тела — 21,5 мм, длина хвоста — 9,5 мм. Глаза открываются только на 26—27 день. Вскармливание молоком продолжается около 33—35 дней.